# Loxosomella kindal
Loxosomella kindal är en bägardjursart som beskrevs av Krylova 1985. Loxosomella kindal ingår i släktet Loxosomella och familjen Loxosomatidae. Inga underarter finns listade i Catalogue of Life.